# Radikal 209
Radikal 209 mit der Bedeutung „Nase“ ist eines von zwei traditionellen Radikalen der chinesischen Schrift mit 14 Strichen.
Mit 9 Zeichenverbindungen in Mathews’ Chinese-English Dictionary kommt es sehr selten vor. Im Kangxi-Wörterbuch waren es immerhin noch 49 Schriftzeichen, die unter diesem Radikal zu finden waren.
Eng verwandt mit diesem Zeichen ist das Schriftzeichen für „selbst“ 自 (Radikal 132), das eine Nase in Frontalansicht zeigt. Übrigens zeigt man in Ostasien auf seine Nase, nicht auf seine Brust, wenn man auf sich selbst zeigen will.
Das zusammengesetzte Radikal besteht aus den Komponenten 自 zì und 畀 bì. Letzteres fungiert hier als Lautträger. Ursprünglich bedeutete der obere Bestandteil 自 alleine schon „Nase“. Man verwendet nun das Zeichen mit Lautkomponente für die Bedeutung Nase, und das ohne Lautkoponente, quasi als 假借字 jǐajìezì von Nase, für die Bedeutung „selbst“. Die Bedeutung von 畀 hat mit „Nase“ selbst nicht direkt zu tun. Es bedeutet „geben“ wird aber im Hochchinesischen nicht mehr benutzt - 丌 jī, wie 几, und 机, ursprünglich „kleiner Tisch“, ist vermutlich die Lautkomponente von 畀.
Zeichen mit dem Radikal 鼻 stehen in den Zusammenhang „Nase“ wie zum Beispiel:
| Zeichen | Erklärung                           |
| ------- | ----------------------------------- |
| 劓      | Abschneiden der Nase als Bestrafung |
| 擤      | die Nase schnäuzen                  |
| 鼾      | schnarchen                          |

Verschiedene Zeichensätze zeigen das Zeichen von Codepoint U+9F3B leicht unterschiedlich, die japanische Schreibweise hat die beiden Striche unten verlängert.

## Schriftzeichenverbindungen, die vom Radikal 209 regiert werden
| Striche | Zeichen |
| ------- | ------- |
| +0      | 鼻      |
| +02     | 鼼 鼽   |
| +03     | 鼾 鼿   |
| +05     | 齀 齁   |
| +08     | 齂      |
| +09     | 齃 齄   |
| +10     | 齅 齆   |
| +11     | 齇      |
| +13     | 齈      |
| +22     | 齉      |

 Im Unicodeblock Kangxi-Radikale ist das Radikal 209 unter der Codepointnummer 12.240 (U+2FD0) codiert.